# Rachidion gagatinum
Rachidion gagatinum là một loài bọ cánh cứng trong họ Cerambycidae.